# Station Tølløse
Station Tølløse is een station in Tølløse, Denemarken. Het station is geopend op 30 december 1874. Tølløse ligt aan de lijn Roskilde - Kalundborg. Vanaf het station loopt een zijlijn naar Høng.
31,3: Roskilde · 40,8: Lejre · Kisserup · 49,7: Hvalsø · 54,6: Tølløse · Skimmede · 61,2: Vipperød · 67,1: Holbæk · 75,2: Regstrup · 79,4: Knabstrup · 82,9: Mørkøv · Tornved · 
89,5: Jyderup · 97,2: Svebølle · Viskinge · 102,8: Værslev · Ubberup · 110,6: Kalundborg